# Mistrzostwa Europy w Judo 1974
22. Mistrzostwa Europy w Judo odbyły się w dniach 2–5 maja 1974 roku w Londynie. 

## Klasyfikacja medalowa
| Miejsce | Państwo         |   |   |    | Razem |
| ------- | --------------- | - | - | -- | ----- |
| 1       | ZSRR            | 4 | 2 | 1  | 7     |
| 2       | NRD             | 1 | 0 | 4  | 5     |
| 3       | Francja         | 1 | 0 | 3  | 4     |
| 4       | Jugosławia      | 1 | 0 | 0  | 1     |
| 5       | Wielka Brytania | 0 | 2 | 2  | 4     |
| 6       | RFN             | 0 | 1 | 2  | 3     |
| 7       | Polska          | 0 | 1 | 1  | 2     |
| 8       | Holandia        | 0 | 1 | 0  | 1     |
| 9       | Węgry           | 0 | 0 | 1  | 1     |
| Razem   | Razem           | 7 | 7 | 14 | 28    |

## Medaliści

### Mężczyźni
| Konkurencja: | Złoto:                                                                                                 | Srebro:                                                                         | Brąz: |
| −63kg        | Sergey Melnichenko                                                                                     | Danny Da Costa                                                                  | Shengeli Pitskhelauri Michel Algisi |
| −70kg        | Günter Krüger                                                                                          | Walerij Dwojnikow                                                               | Gérard Gautier Engelbert Dörbrandt |
| −80kg        | Jean-Paul Coche                                                                                        | Antoni Reiter                                                                   | Adam Adamczyk Bob Debelius |
| −93kg        | Goran Žuvela                                                                                           | Günther Neureuther                                                              | David Starbrook Dietmar Lorenz |
| −ponad 93kg  | Giwi Onaszwili                                                                                         | Chris Dolman                                                                    | Rémi Berthet Wolfgang Zuckschwerdt |
| −Open        | Siergiej Nowikow                                                                                       | Szota Czocziszwili                                                              | Wolfgang Zuckschwerdt Imre Varga |
| Drużynowo    | Sergey Melnichenko · Walerij Dwojnikow · Andrey Tsyupachenko · Amiran Muzaev · Siergiej Nowikow · ZSRR | Connie Alexander · Vass Morrison · Brian Jacks · Keith Remfry · Wielka Brytania | Alexander Leibkind · Fred Marhenke · Günther Neureuther · Engelbert Dörbrandt · RFN · Karl-Heinz Werner · Günter Krüger · Dietmar Lorenz · Wolfgang Zuckschwerdt · Karl Beilfuß · NRD |